# Ronald Boender
Ronald Boender (1939) is een Amerikaanse bioloog. Hij is de zoon van Nederlandse immigranten.
Tot halverwege de jaren 80 van de twintigste eeuw was hij werkzaam als elektrotechnicus. Door zelfstudie maakte hij zich kennis eigen over vlinders, die hij ook zelf kweekte. Door contacten met een investeerder en een persoon die al eerder vlindertuinen ontwierp, slaagde hij erin om een eigen in vlinders gespecialiseerde dierentuin op te richten. In vijf maanden tijd werd deze dierentuin aangelegd voor een bedrag van destijds 1,5 miljoen Amerikaanse dollar. De dierentuin, Butterfly World, opende vervolgens op 28 maart 1988 zijn deuren in Coconut Creek in het zuiden van Florida.
Volgens eigen zeggen is Butterfly World de grootste in vlinders gespecialiseerde dierentuin ter wereld. De vlinders en hun waardplanten leven er samen. Tevens worden er vogels zoals kolibries gehouden. De dierentuin heeft contacten met universiteiten die onderzoek doen naar vlinders, waaronder de University of Florida in Gainesville, de University of Texas at Austin en de Duke University in Durham, North Carolina.
Boender stichtte in 1990 Passiflora Society International, een internationale vereniging van liefhebbers van Passiflora (passiebloemen). (Passiebloemen zijn de waardplanten voor meerdere vlindersoorten, onder meer uit het geslacht Heliconius.) Het hoofdkwartier van de vereniging werd in Butterfly World gevestigd. Het lidmaatschap van der vereniging is voor iedereen toegankelijk. Onder meer John MacDougal, Torsten Ulmer en John Vanderplank zijn lid.
Op een van zijn reizen naar Costa Rica werd Boender op een passiebloem gewezen die hij niet kende. Nadat plantmateriaal werd verzonden naar John MacDougal, kon deze bevestigen dat deze soort inderdaad onbekend was voor de wetenschap. MacDougal verzorgde de eerste wetenschappelijke beschrijving en noemde de plant ter ere van Boender, Passiflora boenderi. Zelf beschreef Boender samen met Torsten Ulmer een passiebloem die ze Passiflora tina noemden.
De University of Florida stichtte ter ere van Boender het Boender Endangered Species Laboratory, een laboratorium dat onderzoek doet naar bedreigde vlindersoorten.